# Ernesto Justiniano da Silva Freire
Ernesto Justiniano da Silva Freire, segundo barão de Itambé, (Pernambuco, c. 1880 — ?) foi um nobre brasileiro e coronel da Guarda Nacional.
Foi agraciado barão em 8 de março de 1880.  